# Intelligent Whale
Die Intelligent Whale war je nach Auslegung und Quelle das erste oder zweite für die Marine der Nordstaaten im Sezessionskrieg gebaute Unterseeboot. Andere Quellen nennen die Alligator als erstes U-Boot der Unionisten. 
Am 2. November 1863 schloss Scovel Sturgis Merriam, der Konstrukteur der Intelligent Whale, mit Augustus Price und Cornelius Scranton Bushnell einen Vertrag über den Bau des U-Boots. Im April 1864 übernahm die American Submarine Company die Konstruktion. Man plante das U-Boot als Kaperschiff im Krieg zu verwenden. Die Intelligent Whale lief im Jahre 1864 vom Stapel und wurde erst 1866 fertiggestellt. Die Baukosten erhöhten sich von $ 15000 auf $ 65000. Am 18. April des gleichen Jahres wurde sie an die Marine verkauft. Bei der Erprobung kam es mehrmals zu Unfällen, bei denen das U-Boot sank. Hierbei starben insgesamt 35 Seeleute. Schließlich wurde sie im September 1872 aufgegeben. Sie wurde zunächst in der New York Naval Shipyard ausgestellt. 1968 wurde sie ins National Museum of the United States Navy im Washington Navy Yard gebracht und ist ab 1999 im National Guard Militia Museum of New Jersey, in Sea Girt, New Jersey zu besichtigen.
Die Intelligent Whale war als Antwort auf die U-Boote der Konföderierten gedacht und hatte eine Besatzung von 6 bis 13 Männern. Angetrieben wurde sie durch eine handkurbelbetriebene Schraube, die von vier Männern bedient wurde. Mit diesem Antrieb konnte das Schiff 4 Knoten erreichen. Das Boot war 8,74 m lang, 2,13 m breit und 2,74 m hoch. Sie verfügte an der Unterseite über eine Schleuse über die Taucher unbemerkt Minen an feindlichen Schiffen oder anderen Konstruktionen anbringen konnten. 
Vermutlich diente die Form der Intelligent Whale John Philip Holland als Vorbild zur Konstruktion seiner U-Boote. 